# 花田久徳
花田 久徳（はなだ ひさのり） は、新聞人。日本新聞協会審査委員。尺八を学び、竹号を鶯盟とする。
1962年、西南学院大学文学部英文学科を卒業。同年日本経済新聞社に入社。東京本社編集局校閲部、夕刊コラム「鐘」執筆。校閲部長、記事審査委員兼務、1991年記事審査委員会幹事、紙面審査委員を経て、辞書編纂委員。2000年定年退職。

## 主著書
- 『最新版 新聞によく出る用語事典―この1冊であらゆる情報がわかる!』知的生きかた文庫　笠書房 ISBN 4837909892 1998年
- 『アイルランド夢随想』　論創社 ISBN 4846000923 2003年